# Bernardo Actos
Bernardo Actos Andrade de Souza Miranda (Sete Lagoas, 28 de maio de 1999) é um ginasta artístico brasileiro. Possui uma medalha em etapas de Copa do Mundo. É medalhista Pan-Americano e foi campeão sul-americano de ginástica.

## Biografia
Treina ginástica desde os seis anos e participa de competições desde os oito pelo Minas Tênis Clube. Em 2016, venceu o brasileiro juvenil e adulto, mesmo ainda não sendo da categoria. Com chances de participar dos Jogos Olímpicos de Verão de 2020, em Tóquio, Bernardo acabou deslocando o ombro durante a seletiva para o pan-americano.
Em 2023, obteve a medalha de prata na barra fixa durante a etapa de Paris na Copa do Mundo de Ginástica Artística.
Competiu nos Jogos Pan-Americanos de 2023, em Santiago. Conquistou a medalha de prata na barra fixa e o bronze por equipes.
No Campeonato Sul-Americano de Ginástica Artística de 2024,  em Aracaju, Actos foi campeão no individual geral, por equipes e no solo.